# Bitwa pod Brundizjum
Bitwa pod Brundizjum – starcie zbrojne, które miało miejsce w roku 1156.
W bitwie tej flota normańska Wilhelma I Sycylijskiego zwyciężyła siły bizantyjskie (4 okręty) pod wodzą Michała Dukasa Paleologa. W rezultacie bitwy Bizantyjczycy zostali całkowicie wyparci z Italii.